# MSC Bellissima (судно)
MSC Bellissima — круїзне судно, експлуатується MSC Cruises. Було побудоване в Chantiers de l'Atlantique в Сен-Назері, Франція.
Корабель приєднався до MSC Meraviglia в класі круїзних суден Meraviglia. Має тоннаж 171,598 GT і місткість 4500 пасажирів. Корабель дебютував у березні 2019 року.
MSC Cruises оголосила про призупинення всіх північноамериканських маршрутів до 30 червня 2020 року через пандемію COVID-19.

## Історія
28 листопада 2016 року MSC Cruises і STX France розрізали першу сталь для MSC Bellissima з інвестиціями в 750 мільйонів фунтів стерлінгів. Закладка його кіля та церемонія монети відбулася 15 листопада 2017 року. Має 2217 кают і 1418 балконів, які можуть вмістити 5686 гостей, довжиною 315,8 м і шириною 43 м. 14 червня 2018 року судно було спущено на воду. Ходові випробування відбулися в грудні 2018 року. Андреа Бочеллі разом зі своїм сином виступив під час хрещення корабля. Судно приєдналося до MSC Meraviglia в класі круїзних суден Meraviglia компанії, яке має тоннаж 171 598 GT і місткість 4500 пасажирів.

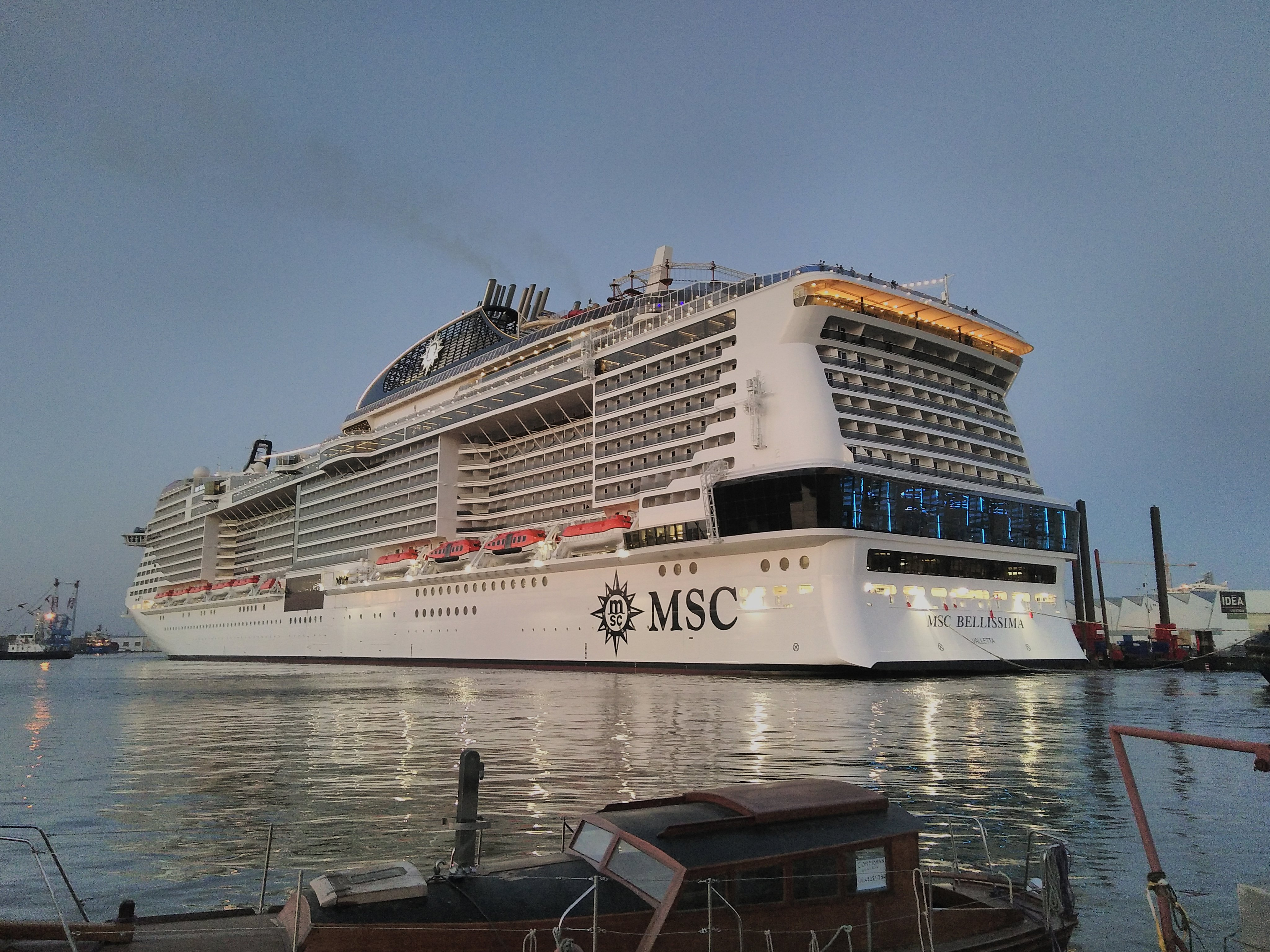
MSC Bellissima в Сен-Назері за день до відправлення 26 лютого 2019 р.

## Інциденти

### Пандемія коронавірусу
21 березня 2020 року представники індійського штату Телангана повідомили, що 33-річний член екіпажу MSC Bellissima дав позитивний результат на SARS-CoV-2. Повідомляється також, що член екіпажу був у Дубаї, і на момент повідомлення він був стабільний.
24 березня 2020 року було повідомлено, що троє жителів Азорських островів, які були колишніми пасажирами MSC Bellissima під час його круїзу до Дубая з 7 березня 2020 року по 14 березня 2020 року, дали позитивний результат.
2 квітня 2020 року 22-річний член екіпажу MSC Bellissima, який перебував на карантині вдома в Траппето на Сицилії після повернення з Дубая, оголосив, що того дня він дав позитивний результат. 10 квітня 2020 року танцівниця з Клагенфурта, Австрія, яка виступала в шоу Cirque du Soleil на борту MSC Bellissima, отримала позитивний результат тесту на вірус, коли вона ще була на борту судна. Члена екіпажу перевірили за день до того, як вона мала вирушити додому, і результат став несподіванкою, оскільки вона була безсимптомною. Станом на 4 травня 2020 року вона застрягла на борту MSC Bellissima на 50 днів.